# 武蔵野中学高等学校
武蔵野中学高等学校（むさしのちゅうがくこうとうがっこう）は、東京都北区西ケ原四丁目に所在し、中高一貫教育を提供する私立の中学校・高等学校。高等学校において、中学校から入学した内部進学の生徒と高等学校から入学した外部進学の生徒との間では3年間別々にクラスを編成する併設型中高一貫校。運営は学校法人武蔵野学院。

## 沿革
- 1922年 - 武蔵野高等女学校創立
- 1948年 - 武蔵野中学校・高等学校に改称（女子校）
- 2003年 - 男女共学化

## 交通
- 都電荒川線西ヶ原四丁目停留場 徒歩3分
- 都営地下鉄三田線西巣鴨駅 徒歩8分

## 部活動
- 水泳部はインターハイ総合優勝経験があり、オリンピック選手を輩出するなど全国レベルの強豪校である。
- 卓球部は全国レベルの強豪校である。

## 主な出身者
- 小林千枝（俳優）
- 四元奈生美（プロ卓球選手）
- 浜口京子（レスリング選手、中学のみ）
- 上田春佳（元水泳選手）
- 藤野舞子（水泳選手）
- 桜井美馬（ショートラックスピードスケート選手）
- 谷川真理（マラソン選手）
- タニー・マウス（プロレスラー）
- 西野友毬（フィギュアスケート選手）
- 久志麻理奈（タレント）
- AYU（ものまねタレント）
- 日野龍樹（フィギュアスケート選手、中学のみ）
- 永井堅梧（サッカー選手）
- 中村克（水泳選手）
- 渡部香生子（水泳選手）
- 青木玲緒樹（水泳選手）
- 郡山冬果（俳優、中退）

## 歴代校長
- 高橋一男：初代校長
- 高橋一彦：2代校長
- 肥沼与四郎：3代校長
- 鈴木博：4代校長
- 山尾英東：5代校長
- 高橋暢雄：6代校長
- 東出正信：7代校長
- 西久保栄司：8代校長

## 系列校
- 武蔵野学院大学
- 武蔵野短期大学